# Guliika, Kărdjali
Guliika (în bulgară Гулийка) este un sat în comuna Krumovgrad, regiunea Kărdjali,  Bulgaria. 

## Demografie
Componența etnică a satului Guliika
     Turci (73,01%)
     Nicio identificare (13,49%)
     Bulgari (3,96%)
     Romi (0%)
     Altele (9,52%)
La recensământul din 2011, populația satului Guliika era de 126 locuitori. Din punct de vedere etnic, majoritatea locuitorilor (73,01%) erau turci, cu o minoritate de bulgari (3,96%). Pentru 13,49% din locuitori nu este cunoscută apartenența etnică.